# Get Your Heart On! Tour
El Get Your Heart On! Tour fue una gira de conciertos realizados por el grupo musical de Pop punk canadiense Simple Plan, la gira se llevó a cabo durante los años 2011, 2012 y 2013 en apoyo de su cuarto álbum de estudio Get Your Heart On! lanzado en el año 2011. durante los conciertos de la gira, aparte de interpretar canciones de todos sus discos, desde No Pads, No Helmets... Just Balls (2002) hasta Get Your Heart On! (2011), también fueron haciendo popurrís de versiones de canciones conocidas como Dynamite de Taio Cruz, Moves like Jagger de Maroon 5 o Sexy and I Know It de LMFAO.
Setlist de canciones que interpretaron en el tour:
1. Shut Up
2. Can't Keep My Hands Off You
3. Jump
4. When I'm Gone
5. Addicted
6. You Suck at Love
7. Thank You
8. Your Love is a Lie
9. Astronaut
10. Summer Paradise
11. Moves like Jagger / Dynamite / Sexy and I Know It
12. Jet Lag
13. The Worst Day Ever
14. This Song Saved My Life
15. Welcome to My Life
16. I'd Do Anything

Encore:
1. Loser of the Year
2. I'm Just a Kid

Encore 2 (Pierre Bouvier solo en acústico):
1. Crazy
2. Perfect (intro acústica de Pierre Bouvier solo, luego toda la banda completa)

## fechas de la gira
Etapa 1:
| Norteamérica      |          |        |             |
| 9 de mayo de 2011 | Montreal | Canadá | Le National |

Etapa 2:
| Europa              |           |              |                                               |
| 1 de junio de 2011  | Hamburgo  | Alemania     | Gruenspan                                     |
| 2 de junio de 2011  | Hamburgo  | Alemania     | NDR Funkhaus                                  |
| 3 de junio de 2011  | Varsovia  | Polonia      | Kampus Szkoły Głównej Gospodarstwa Wiejskiego |
| 4 de junio de 2011  | Núremberg | Alemania     | Zeppelinfield                                 |
| 5 de junio de 2011  | Nürburg   | Alemania     | Nürburgring                                   |
| 7 de junio de 2011  | París     | Francia      | Alhambra                                      |
| 8 de junio de 2011  | Londres   | Inglaterra   | Relentless Garage                             |
| 11 de junio de 2011 | Landgraaf | Países Bajos | Megaland                                      |

Etapa 3:
| Norteamérica        |                |                |                                                |
| 20 de junio de 2011 | Montreal       | Canadá         | L'Astral                                       |
| 21 de junio de 2011 | Nueva York     | Estados Unidos | The Gramency Theatre                           |
| 24 de junio de 2011 | Dallas         | Estados Unidos | Gexa Energy Pavilion                           |
| 25 de junio de 2011 | Houston        | Estados Unidos | The Showgrounds at Sam Houston Race Park       |
| 26 de junio de 2011 | San Antonio    | Estados Unidos | AT&T Center                                    |
| 29 de junio de 2011 | Las Cruces     | Estados Unidos | Intramural Fields, New Mexico State University |
| 30 de junio de 2011 | Las Vegas      | Estados Unidos | Plaza Hotel Parking Lot                        |
| 1 de julio de 2011  | Pomona         | Estados Unidos | Fairplex                                       |
| 2 de julio de 2011  | Mountain View  | Estados Unidos | Shoreline Amphitheatre                         |
| 3 de julio de 2011  | Ventura        | Estados Unidos | Seaside Park                                   |
| 7 de julio de 2011  | Noblesville    | Estados Unidos | Verizon Wireless Music Center                  |
| 8 de julio de 2011  | Detroit        | Estados Unidos | Comerica Park                                  |
| 9 de julio de 2011  | Tinley Park    | Estados Unidos | First Midwest Bank Amphitheatre                |
| 10 de julio de 2011 | Shakopee       | Estados Unidos | Canterbury Park                                |
| 11 de julio de 2011 | Quebec City    | Canadá         | Plaines d'Abraham                              |
| 12 de julio de 2011 | Darien Center  | Estados Unidos | Darien Lake Performing Arts Center             |
| 13 de julio de 2011 | Mansfield      | Estados Unidos | Comcast Center                                 |
| 17 de julio de 2011 | Hartford       | Estados Unidos | Comcast Theatre                                |
| 19 de julio de 2011 | Milwaukee      | Estados Unidos | Marcus Amphitheater                            |
| 20 de julio de 2011 | Cuyahoga Falls | Estados Unidos | Blossom Music Center                           |
| 21 de julio de 2011 | Camden         | Estados Unidos | Susquehanna Bank Center                        |
| 22 de julio de 2011 | Burgettstown   | Estados Unidos | First Niagara Pavilion                         |
| 23 de julio de 2011 | Rimouski       | Canadá         | Parc BeauSejour                                |
| 23 de julio de 2011 | Uniondale      | Estados Unidos | Nassau Veterans Memorial Coliseum              |
| 24 de julio de 2011 | Oceanport      | Estados Unidos | Monmouth Park                                  |
| 26 de julio de 2011 | Columbia       | Estados Unidos | Merriweather Post Pavilion                     |
| 27 de julio de 2011 | Virginia Beach | Estados Unidos | Farm Bureau Live at Virginia Beach             |
| 28 de julio de 2011 | Charlotte      | Estados Unidos | Verizon Wireless Amphitheatre                  |

Etapa 4:
| Asia                |         |             |            |
| 7 de agosto de 2011 | Incheon | South Korea | Dream Park |

Etapa 5:
| Europa                   |             |                 |                                 |
| 26 de agosto de 2011     | Múnich      | Alemania        | Backstage                       |
| 28 de agosto de 2011     | Saint-Cloud | Francia         | Domaine national de Saint-Cloud |
| 30 de agosto de 2011     | Luxemburgo  | Luxemburgo      | Den Atelier                     |
| 1 de septiembre de 2011  | Varsovia    | Polonia         | Klub Stodola                    |
| 2 de septiembre de 2011  | Praga       | República Checa | Incheba Arena                   |
| 6 de septiembre de 2011  | Amnéville   | Francia         | Le Galaxie                      |
| 7 de septiembre de 2011  | Vienne      | Francia         | Théâtre Antique                 |
| 8 de septiembre de 2011  | Lausanne    | Suiza           | Les Docks                       |
| 10 de septiembre de 2011 | Stuttgart   | Alemania        | LKA Longhorn                    |
| 11 de septiembre de 2011 | Frankfurt   | Alemania        | Batschkapp                      |
| 12 de septiembre de 2011 | Ghent       | Bélgica         | Vooruit Concertzaal             |

Etapa 6:
| Norteamérica             |             |        |               |
| 17 de septiembre de 2011 | Quebec City | Canadá | Colisée Pepsi |

Etapa 7:
| Oceanía                  |           |           |                |
| 30 de septiembre de 2011 | Brisbane  | Australia | The Tivoli     |
| 1 de octubre de 2011     | Sídney    | Australia | Enmore Theatre |
| 4 de octubre de 2011     | Melbourne | Australia | Palace Theatre |
| 5 de octubre de 2011     | Melbourne | Australia | The Hi-Fi      |

Etapa 8:
| Norteamérica           |           |                |                 |
| 31 de octubre de 2011  | Pomona    | Estados Unidos | The Glass House |
| 2 de noviembre de 2011 | San Diego | Estados Unidos | House of Blues  |
| 6 de noviembre de 2011 | Austin    | Estados Unidos | Emo's East      |
| 7 de noviembre de 2011 | Dallas    | Estados Unidos | House of Blues  |

Etapa 9:
| Latinoamérica           |                  |        |                   |
| 13 de noviembre de 2011 | Porto Alegre     | Brasil | Pepsi On Stage    |
| 14 de noviembre de 2011 | Paulínia         | Brasil | Parque Brasil 500 |
| 18 de noviembre de 2011 | Ciudad de México | México | Six Flags México  |

Etapa 10:
| Norteamérica            |               |                |                           |
| 21 de noviembre de 2011 | Chicago       | Estados Unidos | Vic Theatre               |
| 23 de noviembre de 2011 | Pontiac       | Estados Unidos | Clutch Cargo's            |
| 25 de noviembre de 2011 | Worcester     | Estados Unidos | The Palladium             |
| 26 de noviembre de 2011 | Silver Spring | Estados Unidos | The Filmore Silver Spring |
| 27 de noviembre de 2011 | Filadelfia    | Estados Unidos | Electric Factory          |
| 29 de noviembre de 2011 | Nueva York    | Estados Unidos | Best Buy Theater          |
| 7 de diciembre de 2011  | Indianápolis  | Estados Unidos | Murat Theatre             |
| 31 de diciembre de 2011 | Niagara Falls | Canadá         | Queen Victoria Park       |

Etapa 11:
| Asia                |                  |           |                              |
| 6 de enero de 2012  | Beijing          | China     | Yu Gong Yi Shan              |
| 8 de enero de 2012  | Taipéi           | Taiwán    | Taipei University Auditorium |
| 10 de enero de 2012 | Islands District | Hong Kong | AsiaWorld-Expo               |
| 12 de enero de 2012 | Quezon City      | Filipinas | Smart Araneta Coliseum       |
| 14 de enero de 2012 | Kuala Lumpur     | Malaysia  | KL Live                      |
| 15 de enero de 2012 | Singapur         | Singapur  | Fort Canning Park            |
| 17 de enero de 2012 | Yakarta          | Indonesia | Istora Senayan               |
| 18 de enero de 2012 | Surabaya         | Indonesia | Grand City                   |
| 21 de enero de 2012 | Yokohama         | Japón     | Bay Hall                     |
| 22 de enero de 2012 | Tokio            | Japón     | Shibuya-AX                   |
| 23 de enero de 2012 | Tokio            | Japón     | Shibuya-AX                   |
| 25 de enero de 2012 | Nagoya           | Japón     | Nagoya Club Quattro          |
| 26 de enero de 2012 | Osaka            | Japón     | Namba Hatch                  |

Etapa 12:
| Norteamérica          |            |        |                               |
| 9 de febrero de 2012  | Penticton  | Canadá | South Okanagan Events Centre  |
| 11 de febrero de 2012 | Vancouver  | Canadá | Pacific Coliseum              |
| 13 de febrero de 2012 | Calgary    | Canadá | The Stampede Corral           |
| 14 de febrero de 2012 | Edmonton   | Canadá | Rexall Place                  |
| 16 de febrero de 2012 | Winnipeg   | Canadá | MTS Centre                    |
| 19 de febrero de 2012 | Toronto    | Canadá | Air Canada Centre             |
| 20 de febrero de 2012 | London     | Canadá | John Labatt Centre            |
| 21 de febrero de 2012 | Kitchener  | Canadá | Kitchener Memorial Auditorium |
| 23 de febrero de 2012 | Montreal   | Canadá | Bell Centre                   |
| 24 de febrero de 2012 | Kanata     | Canadá | Scotiabank Place              |
| 26 de febrero de 2012 | Halifax    | Canadá | Halifax Metro Centre          |
| 28 de febrero de 2012 | Chicoutimi | Canadá | Centre Georges-Vézina         |
| 29 de febrero de 2012 | Shawinigan | Canadá | Centre Bionest                |

Etapa 13:
| Europa              |                       |              |                                        |
| 11 de marzo de 2012 | Lisboa                | Portugal     | Coliseo dos Recreios                   |
| 12 de marzo de 2012 | Madrid                | España       | Sala San Miguel                        |
| 13 de marzo de 2012 | Barcelona             | España       | Sala Razzmatazz                        |
| 15 de marzo de 2012 | Thônex                | Suiza        | Salle des Fêtes                        |
| 16 de marzo de 2012 | París                 | Francia      | Le Zénith                              |
| 18 de marzo de 2012 | Eindhoven             | Países Bajos | Klokgebouw                             |
| 19 de marzo de 2012 | Neu Isenburg          | Alemania     | Hugenottenhalle                        |
| 20 de marzo de 2012 | Hamburgo              | Alemania     | Docks                                  |
| 22 de marzo de 2012 | Berlín                | Alemania     | Huxley's Neue Welt                     |
| 23 de marzo de 2012 | Colonia               | Alemania     | E-Werk                                 |
| 24 de marzo de 2012 | Múnich                | Alemania     | Kesselhaus                             |
| 26 de marzo de 2012 | Viena                 | Austria      | Planet.tt Bank Austria Halle Gasometer |
| 28 de marzo de 2012 | Milán                 | Italia       | Alcatraz                               |
| 29 de marzo de 2012 | Ciampino              | Italia       | Orion                                  |
| 13 de abril de 2012 | Moscú                 | Rusia        | Arena Moscow                           |
| 14 de abril de 2012 | San Petersburgo       | Rusia        | DK Lensoveta                           |
| 16 de abril de 2012 | Helsinki              | Finlandia    | The Circus                             |
| 17 de abril de 2012 | Estocolmo             | Suecia       | Tyrol, Gröna Lund                      |
| 18 de abril de 2012 | Copenhague            | Dinamarca    | Store Vega                             |
| 20 de abril de 2012 | Eckbolsheim           | Francia      | Zénith Strasbourg Europe               |
| 21 de abril de 2012 | Lille                 | Francia      | Zénith Arena                           |
| 22 de abril de 2012 | Saint-Herblain        | Francia      | Le Zénith Nantes Métropole             |
| 24 de abril de 2012 | Clermont-Ferrand      | Francia      | La Coopérative de Mai                  |
| 25 de abril de 2012 | Ramonville-Saint-Agne | Francia      | Le Bikini                              |
| 26 de abril de 2012 | Talence               | Francia      | Espace Médoquine                       |
| 28 de abril de 2012 | Zúrich                | Suiza        | Komplex 457                            |
| 29 de abril de 2012 | Meerhout              | Bélgica      | De Vlessenhoeve                        |
| 1 de mayo de 2012   | Londres               | Inglaterra   | HMV Forum                              |
| 2 de mayo de 2012   | Mánchester            | Inglaterra   | HMV Ritz                               |
| 3 de mayo de 2012   | Glasgow               | Escocia      | O2 ABC                                 |

| Asia               |          |         |                 |
| 5 de mayo de 2012  | Tel Aviv | Israel  | Nokia Hall      |
| 26 de mayo de 2012 | Hanói    | Vietnam | Mỹ Đình Stadium |

| Oceanía             |            |           |                                            |
| 1 de junio de 2012  | Sídney     | Australia | Hordern Pavilion                           |
| 2 de junio de 2012  | Melbourne  | Australia | Festival Hall                              |
| 3 de junio de 2012  | Newcastle  | Australia | Newcastle Panthers                         |
| 6 de junio de 2012  | Wollongong | Australia | University of Wollongong                   |
| 8 de junio de 2012  | Gold Coast | Australia | Southport RSL                              |
| 9 de junio de 2012  | Brisbane   | Australia | Eatons Hill Hotel & Function Centre        |
| 10 de junio de 2012 | Caloundra  | Australia | Caloundra RSL                              |
| 13 de junio de 2012 | Mackay     | Australia | Mackay Entertainment and Convention Centre |
| 14 de junio de 2012 | Townsville | Australia | The Venue                                  |
| 17 de junio de 2012 | Darwin     | Australia | Hidden Valley Motor Sports Complex         |

| Europa              |                        |          |               |
| 20 de junio de 2012 | Kiel                   | Alemania | NDR Bühne     |
| 22 de junio de 2012 | Valencia               | España   | Sala Mirror   |
| 23 de junio de 2012 | Baracaldo              | España   | RockStar Live |
| 24 de junio de 2012 | Santiago de Compostela | España   | Sala Capitol  |
| 27 de junio de 2012 | Borlänge               | Suecia   | Folkets Park  |
| 28 de junio de 2012 | Sopron                 | Hungría  | Lővér Kemping |

| Norteamérica            |                          |                |                                  |
| 1 de julio de 2012      | Ottawa                   | Canadá         | Parliament Hill                  |
| 13 de julio de 2012     | Calgary                  | Canadá         | Calgary Stampede Coca Cola Stage |
| 15 de julio de 2012     | Sarnia                   | Canadá         | Centennial Park                  |
| 28 de julio de 2012     | Edmonton                 | Canadá         | Northlands Grounds               |
| 30 de julio de 2012     | Green Bay                | Estados Unidos | WWIX Atrium                      |
| 4 de agosto de 2012     | Lévis                    | Canadá         | Parc Champigny                   |
| 10 de agosto de 2012    | Saskatoon                | Canadá         | Sasktel Grandstand               |
| 11 de agosto de 2012    | Moose Jaw                | Canadá         | Mosaic Place                     |
| 12 de agosto de 2012    | Estevan                  | Canadá         | Spectra Place                    |
| 16 de agosto de 2012    | Saint-Jean-sur-Richelieu | Canadá         | Parc Pierre Trahan               |
| 1 de septiembre de 2012 | Gatineau                 | Canadá         | Parc de la Baie                  |

Etapa 14:
| Latinoamérica         |                     |           |                                            |
| 3 de octubre de 2012  | Monterrey           | México    | Auditorio Banamex                          |
| 4 de octubre de 2012  | Zapopan             | México    | Teatro Estudio Cavaret                     |
| 6 de octubre de 2012  | Puebla de Zaragoza  | México    | Auditorio del Complejo                     |
| 7 de octubre de 2012  | Ciudad de México    | México    | Auditorio BlackBerry                       |
| 8 de octubre de 2012  | Ciudad de México    | México    | Auditorio BlackBerry                       |
| 11 de octubre de 2012 | Teresina            | Brasil    | Arena Teresina                             |
| 13 de octubre de 2012 | Fortaleza           | Brasil    | Marina Park                                |
| 14 de octubre de 2012 | Salvador            | Brasil    | Bahia Café Hall                            |
| 16 de octubre de 2012 | Brasilia            | Brasil    | Orla-Clube de Engenharia                   |
| 17 de octubre de 2012 | Río de Janeiro      | Brasil    | Citibank Hall                              |
| 18 de octubre de 2012 | São Paulo           | Brasil    | Credicard Hall                             |
| 20 de octubre de 2012 | Buenos Aires        | Argentina | Estadio Cubierto Malvinas Argentinas       |
| 22 de octubre de 2012 | Santiago de Chile   | Chile     | Teatro Caupolicán                          |
| 24 de octubre de 2012 | Lima                | Perú      | C.C. Scencia                               |
| 26 de octubre de 2012 | Bogotá              | Colombia  | Downtown Majestic                          |
| 28 de octubre de 2012 | Ciudad de Guatemala | Guatemala | Mundo E                                    |
| 30 de octubre de 2012 | Quito               | Ecuador   | Ágora de la Casa de la Cultura Ecuatoriana |

| Europa                 |        |        |                                               |
| 9 de noviembre de 2012 | Madrid | España | Palacio de Deportes de la Comunidad de Madrid |

| Norteamérica           |         |        |                   |
| 2 de diciembre de 2012 | Toronto | Canadá | Air Canada Centre |

| Asia                    |        |       |                  |
| 22 de diciembre de 2012 | Bombay | India | Open Air Theatre |

| Norteamérica        |          |        |             |
| 19 de enero de 2013 | Montreal | Canadá | Bell Centre |

| Asia                |         |           |              |
| 17 de marzo de 2013 | Yakarta | Indonesia | Viva la Vida |

- Datos: Q105810038